# Teplinus matthewsi
Teplinus matthewsi is een keversoort uit de familie molmkogeltjes (Corylophidae). De wetenschappelijke naam van de soort werd in 1885 gepubliceerd door Edmund Reitter.